# Welcome to My Island
«Welcome to My Island» — песня американской певицы-песенницы и продюсера звукозаписи Кэролайн Полачек. Она была выпущена 5 декабря 2022 года на лейбле Perpetual Novice в качестве четвёртого сингла с четвёртого альбома Полачек Desire, I Want to Turn Into You (2023).

## Общая информация
Полачек написала песню во время записи своего альбома 2019 года Pang. Она сказала, что песня была «головоломкой», которая «прошла через миллион версий, чтобы прийти к максимально грубому режиму». Кроме того, она сказала: «Когда я писала эту песню, я почти видела это с точки зрения яйца, поймавшего сперматозоид… Это маниакальность, огромное эго. Это самая грубая песня, которую я когда-либо создавала. Мне нужно было выйти на полную катушку. Я не думаю, что в плане отношения к жизни я когда-либо действительно прорывалась через это чувство конфликта и разочарования. Эта пластинка во многом связана с катарсисом и подавлением. И я думаю, что создание этого напряжения в первом треке было частью миссии». Полачек также описала эту песню как песню для «безголовых ангелов», что является отсылкой к её синглу 2022 года «Billions».

## Композиция
Песня «Welcome to My Island» была описана как экспериментальный поп, электронный рок, электропоп и гитарный поп с хуком в стиле 1980-х.

## Музыкальное видео
Музыкальное видео было выпущено 12 декабря 2022 года Режиссёр Полачек и её партнер, художник Мэтт Копсон, показали, как она отталкивает сперму, бежит по строительной площадке, выблёвывает кофе на фоне вулкана и многое другое. В клипе есть камео Уайз Блад в роли барменши.

## Ремикс
Ремикс-версия песни с участием исполнителей Джорджа Даниэля и Charli XCX была выпущена 20 января 2023 года в рамках ремикс-альбома Welcome To My Island (Remixes).

## Список композиций
| №  | Название               | Автор(ы)                                          | Продюсер(ы)                                           | Длительность |
| -- | ---------------------- | ------------------------------------------------- | ----------------------------------------------------- | ------------ |
| 1. | «Welcome to My Island» | Кэролайн Полачек Даниэль Нигро Джеймс Хармон Стак | Полачек Дэнни Л Харл Nigro Jim-E Stack A. G. Cook [a] | 3:53         |
| 2. | «Sunset»               | Полачек Кэролайн Эйлин Сальвадор Наваррете        | Полачек Сега Бодега                                   | 2:43         |
| 3. | «Billions»             | Полачек Харл                                      | Полачек Харл                                          | 4:57         |
| 4. | «Bunny Is a Rider»     | Полачек Харл                                      | Полачек Харл                                          | 3:17         |

| №  | Название                                                  | Автор(ы)                             | Продюсер(ы)                           | Длительность |
| -- | --------------------------------------------------------- | ------------------------------------ | ------------------------------------- | ------------ |
| 1. | «Welcome to My Island» (Джордж Дэниэл и Charli XCX Remix) | Полачек Шарлотта Эйтчисон Нигро Стак | Полачек Дэниел Нигро Харл Jim-E Stack | 3:22         |
| 2. | «Welcome to My Island» (PVA Remix)                        | Полачек Нигро Stack                  | Полачек Нигро Харл Jim-E Stack        | 3:38         |
| 3. | «Welcome to My Island»                                    | Полачек Нигро Stack                  | Полачек Нигро Харл Jim-E Stack        | 3:53         |

Примечания
- ↑  означает сопродюсера

## Чарты
| Чарт (2023)     | Высшая позиция |
| --------------- | -------------- |
| США (Billboard) | 40             |

## История релиза
| Регион    | Дата           | Формат                       | Лейбл            | Источник |
| --------- | -------------- | ---------------------------- | ---------------- | -------- |
| Различные | 5 декабря 2022 | Цифровое скачивание стриминг | Perpetual Novice | [ 10 ]   |
| США       | 17 января 2023 | Alternative radio            | Perpetual Novice | [ 13 ]   |
| Различные | 20 января 2023 | Remix EP                     | Perpetual Novice | [ 11 ]   |